# Eryngium cervantesii
Eryngium cervantesii är en flockblommig växtart som beskrevs av François Delaroche. Eryngium cervantesii ingår i släktet martornar, och familjen flockblommiga växter. Inga underarter finns listade i Catalogue of Life.